# Boxweltmeisterschaften der Frauen 2002
Die 2. Amateur-Boxweltmeisterschaften der Frauen fanden vom 21. bis 27. Oktober 2002 in Antalya, Türkei statt.

## Medaillengewinnerinnen
| Gewichtsklasse                       | Gold                            | Silber                             | Bronze                                                           |
| ------------------------------------ | ------------------------------- | ---------------------------------- | ---------------------------------------------------------------- |
| Halbfliegengewicht (– 45 Kilogramm)  | Mary Kom Indien                 | Jang Song-ae Nordkorea             | Derya Aktop Türkei Switlana Miroschnytschenko Ukraine            |
| Fliegengewicht (– 48 Kilogramm)      | Ri Yong-hiang Nordkorea         | Tetjana Lebedjewa Ukraine          | Mónika Csík Ungarn Meena Kumari Indien                           |
| Bantamgewicht (– 51 Kilogramm)       | Simona Galassi Italien          | Kim Kum-son Nordkorea              | Eleftheria Paleologou Griechenland Lidija Andrejewa Russland     |
| Federgewicht (– 54 Kilogramm)        | Zhang Xijan Volksrepublik China | Marzia Davide Italien              | Ha Son-bi Nordkorea Ágnes Tápai Ungarn                           |
| Leichtgewicht (– 57 Kilogramm)       | Jo Pok-sun Nordkorea            | Henriette Birkeland Kitel Norwegen | Maria Semertzoglu Griechenland Swetlana Kulakowa Russland        |
| Leichtweltergewicht (– 60 Kilogramm) | Jennifer Ogg Kanada             | Areti Mastrodouka Griechenland     | Naguana Smalls Vereinigte Staaten Ana Santos Brasilien           |
| Weltergewicht (– 63,5 Kilogramm)     | Myriam Lamare Frankreich        | Yasemin Ustalar Türkei             | Saida Hassanowa Ukraine Daniela David Rumänien                   |
| Mittelgewicht (– 67 Kilogramm)       | Irina Sinezkaja Russland        | Natalie Brown Vereinigte Staaten   | Tina Hansen Dänemark Desi Kontos Australien                      |
| Halbschwergewicht (– 71 Kilogramm)   | Larissa Beresenko Ukraine       | Yvonne Reis Vereinigte Staaten     | Paola Gabriela Casalinuovo Argentinien Roxanne Lalancette Kanada |
| Schwergewicht (– 75 Kilogramm)       | Olga Slawinskaja Belarus        | Bettina Karlsen Dänemark           | Karamjit Kaur Indien Guo Shuai Volksrepublik China               |
| Schwergewicht (– 81 Kilogramm)       | Anschela Torska Ukraine         | Irina Smirnowa Belarus             | Olga Nowossjolowa Russland Jennifer Grenon Kanada                |
| Schwergewicht (– über 81 Kilogramm)  | Mária Kovács Ungarn             | Maria Jaworskaja Russland          | Jvotsana Indien Devonne Canady Vereinigte Staaten                |